# Mahaffey Glacier
Mahaffey Glacier är en glaciär i Antarktis. Den ligger i Västantarktis. Inget land gör anspråk på området. Mahaffey Glacier ligger 252 meter över havet.
Terrängen runt Mahaffey Glacier är kuperad norrut, men söderut är den platt. Trakten är obefolkad. Det finns inga samhällen i närheten.